# Manolo, guardia urbano
Manolo, guardia urbano és una pel·lícula espanyola dirigida per Rafael J. Salvia en 1956.

## Argument
Ambientada en el Madrid dels anys 50, la pel·lícula narra la història de Manolo Martínez (Manolo Morán), un guàrdia urbà bon jan i estimat pels veïns, que rep amb alegria la notícia de l'arribada del seu primer fill després de vint anys de matrimoni. No obstant això, aquesta mateixa notícia és percebuda amb recel per Paloma (Luz Márquez), la seva filla adoptiva, que tem perdre l'afecte de Manolo davant l'arribada del nou germà.
El dia del bateig es produeix una enorme confusió d'horaris en coincidir l'hora assignada amb la d'un altre bateig: el del nen d'una família acomodada. A conseqüència del caos, els nens són involuntàriament intercanviats. Només al retorn a casa, Dolores, la mare (Julia Caba Alba) repara en la desgràcia.
Manolo i els seus amics Rafael i Felipe (Tony Leblanc i Ángel de Andrés Miquel) recorren el barri d'El Viso, a la recerca de pistes. Després d'algunes peripècies i amb ajuda de Don Andrés, el rector (José Isbert), es repararà la malifeta. A més, Manolo recupera la seva destinació en la cèntrica Plaça de la Cibeles, de la qual havia estat retirat a l'extrem barri de Vallecas quan es demostra falsa l'acusació del pèrfid pretendent de Paloma.

## Premis
Luz Márquez va rebre el Premi Jimeno del Cercle d'Escriptors Cinematogràfics com a actriu revelació.